# Yvonne Carbonaro
Yvonne Carbonaro (Pietrastornina, 26 febbraio 1945) è una scrittrice, saggista, giornalista e critica d'arte italiana.

## Biografia
Figlia di Ginevra D'Andrea e di Biagio Carbonaro, Yvonne frequenta le elementari e le medie a Napoli, a Caracas frequenta il Liceo italiano Agustin Codazzi. È quindi bilingue (italiano e spagnolo)
Rientrata a Napoli si Laurea alla Federico II in lettere Moderne e diventa poi Docente di Italiano e Storia (ora è in pensione). Si specializza poi in Storia dell'Arte.
Grazie alla conoscenza della Lingua Spagnola ha tenuto corsi per docenti in lingua Spagnola ed è stata esaminatrice presso l'Istituto Cervantes di Napoli. Ha inoltre collaborato con il Consolato del Venezuela a Napoli per conferenze e testi su scrittori e artisti venezuelani
È tuttora Direttrice artistica del Museo della Ceramica Donato Massa di Pietrastornina (AV). Collabora da circa un ventennio con la rivista Albatros con articoli di viaggi e recensioni culturali.

## Opere

### Tradotte dallo Spagnolo
- L'Uomo light di Enrique Rojas, psichiatra dell'Università di Madrid, edito in Italia nel 1996
- Poemario Natura  - Poeti Venezuelani - 2011
- Hacia una Nueva Arcadia - Poesie - 2013

### Scritte in Spagnolo
- La Historia de Jorgito - in "Cuadernos de Italia" (n°1 Junio 2001) a cura della "Consejeria de Educaciòn y Ciencias en Italia, Ministerio Cultura y Deporte" della Spagna
- La fascinación del trapecio - selezionato dalla Revista Brevilla - Cile

### Pubblicate in Italiano
1. Le donne di Napoli (Tascabili Newton e Compton 1997)
2. Le ville di Napoli (Tascabili Economici Newton e Compton 1999) ISBN 88-8289-179-8
3. Yvonne Carbonaro e Luigi Cosenza, Le Ville di Napoli. Venti secoli di architettura e di arte, dalle colline del Vomero e Capodimonte fino alla splendida fascia costiera e alle magnifiche isole, (ed. Newton e Compton, 2008) ISBN 978-88-541-1261-2 .
4. L'altra Capri (poesie - ed. Gaeta 2006) ISBN 88-902553-0-7
5. L'altra Capri in foto (ed. Gaeta 2007)
6. Le giornate di Masaniello - dramma con appendice storica su Berardina e le donne povere del '600, ed Evaluna, 2008
7. Tavola Calda - ha curato con Maresa Sottile l'autobiografia di Maria Algranati - 2009
8. Suggestioni di viaggio - In giro per L'Italia e per il Mondo” (ed. Albatros 2012)
9. Il Cibo racconta Napoli - L'alimentazione dei napoletani attraverso i secoli fino ad oggi (ed. Kairòs 2017)[1] ISBN 978-88-991-1473-2                                                                                       ( versione inglese: Food tells the story of Naples Traduzione di Gilda e Fulvio Carbonaro. Pubblicato in formato Kindle)
10. Un mondo di Gatti – Piccole storie per grandi e piccini – Ed. Apeiron (2019)
11. Scelse la libertà - Storia straordinaria di un eroico antifascista (ed. Kairòs 2019)[2] ISBN 978-88-991-1437-4                                                                                                                                                         (versione inglese: He Chose Freedom: The Extraordinary Story of a Heroic Anti-Fascist; Traduzione di Gilda e Fulvio Carbonaro. Pubblicato su Amazon sia in formato Kindle che cartaceo con ISBN 9798398751833)
12. Le donne di Napoli: Protagoniste della storia e della vita della città; pubblicato in formato Kindle
13. Storia delle donne di Napoli - Il lungo e difficile percorso verso l'emancipazione (ed. Kairòs 2021)[3][4] ISBN 978-88-322-9767-6
14. Quando le donne non si arrendono - Una saga familiare nel declino del Sud e la perseveranza di generazioni di donne sole (ed. Kairòs  2024) ISBN 978-88-32297-93-5

## Testi teatrali
- Quanno regnava Casa d'Aragona, Teatro Scuola Darmon Marano; Teatro Cilea, Napoli (1984)
- Giacobini e Sanfedisti,  Teatro Scuola Darmon (1999)
- Historia de Jorgito (in spagnolo), Teatro Scuola Darmon (2000)
- Nozze Reali alla Starza della Regina, Piazza S.Maria del Pozzo, Somma Vesuviana (2001)
- Dalla parte degli Svevi - L’ultimo fu Corradino, Piazza S.Maria del Pozzo, Somma Vesuviana (2002)
- Fiori calpestati (violenza contro le donne) - nella Metropolitana di Napoli marzo 2013
- Voci e suoni del '600 - Maggio monumenti 2013 in via S Chiara, teatro MAV Ercolano e Domus Ars (2014)
- Paese Mio - Alfredo Bascetta da Pietrastornina a New York - Chiesa di S Maria delle Grazie Pietrastornina, Auditorium Annalisa Durante, Forcella, Napoli
- Il cibo racconta Napoli...con le canzoni (2019) Auditorium Annalisa Durante, Forcella, Napoli

## Cataloghi di arte
Ha curato i seguenti cataloghi:
- Piccola Venezia
- Amerindia
- Maria Palliggiano
- Salvatore D'Onofrio
- Michele Roccotelli Capri
- Michele Roccotelli - MEDI-terraneo (mare in mezzo alle terre) 2012
- Michele Roccotelli - La camera delle meraviglie
- Loris de Rosa - contributo di approfondimento - 2013
- Il Segno e il Sogno - El Signo y el Sueño - pittori venezuelani - 2014